# Ophodnja (šumarstvo)
Ophodnja je životni vijek šumske sastojine odnosno vrijeme koje protekne od nastanka jedne sastojine pa do njene konačne sječe. 
Različita je glede vrste drveća i načina postanka, da li je šuma nastala iz sjemena (sjemenjača) ili iz panja (panjača). Npr. sjemenjače hrasta lužnjaka imaju ophodnju od 140 godina, kitnjaka 120, a bukve 100 godina, dok je kod panjača navedenih vrsta ophodnja 40 godina.
Ophodnja se može definirati na nekoliko načina:
- razdoblje od nastanka sastojine do njezina pomlađivanja,
- razdoblje od nastanka do zrelosti šumske sastojine,
- razdoblje koje je potrebno da sastojina ispuni cilj gospodarenja.

Ophodnja se izražava u godinama, a duljina joj ovisi o cilju gospodarenja, šumskouzgojnim svojstvima drveća i ekološkim čimbenicima.
U prirodnim gospodarskim šumama određuje se prema glavnoj vrsti drveća.

## Trajanje ophodnje
| Vrsta drveća                                                                    | Ophodnja   |
| ------------------------------------------------------------------------------- | ---------- |
| Hrast lužnjak i hrast crnika                                                    | 140 godina |
| Hrast kitnjak i hrast medunac                                                   | 120 godina |
| Obična bukva, obična jela i gorski javor                                        | 100 godina |
| Hrast cer, poljski i obični jasen, crni orah, smreka, pinija, crni i obični bor | 80 godina  |
| Obični grab i crna joha                                                         | 70 godina  |
| Crni grab, bjelograbić, divlja trešnja, alepski i primorski bor                 | 60 godina  |
| Lipa                                                                            | 50 godina  |
| Kesten, breza, domaće vrbe i topole                                             | 40 godina  |